# Guy Guermeur
Guy Jean Guermeur (ur. 11 stycznia 1930 w Watigny) – francuski polityk, urzędnik i samorządowiec, parlamentarzysta krajowy, w latach 1984–1989 i 1993–1994 poseł do Parlamentu Europejskiego II i III kadencji.

## Życiorys
Syn Jeana Guermeura, pracownika służb podatkowych, i Marie-Anne Treguier. Uzyskał bakalaureat z nauk eksperymentalnych, następnie magisterium z prawa na Uniwersytecie Paryskim. Kształcił się też w szkole wyższej administracji fiskalnej École nationale des Douanes. Pracował następnie w krajowych służbach podatkowych, w tym od 1960 do 1964 na Nowej Kaledonii. W latach 1965–1967 uczył się w École nationale d’administration (promocja Marcel Proust). Pracował następnie jako zastępca prefekta i szef gabinetu prefekta Sekwany-Saint-Denis, a także pracownik gabinetów w resortach finansów i rozwoju przemysłowego. Później był również urzędnikiem w ministerstwie finansów i administratorem gminy Paryż (1981–1984, 1989–1993).
Został członkiem Zgromadzenia na rzecz Republiki. Był radnym w departamencie Finistère i kantonie Douarnenez (1975–1982), a także wiceprzewodniczącym rady regionalnej Bretanii (1974–1982). W latach 1973–1981 zasiadał w Zgromadzeniu Narodowym V i VI kadencji (należał do grupy Zgromadzenia na rzecz Republiki, a potem Partii Republikańskiej). Jako parlamentarzysta zaproponował projekt prawa, które zrównywało korzyści dla nauczycieli prywatnych i publicznych oraz zwiększało swobodę dyrektorów szkół w doborze personelu.
W 1984 uzyskał mandat posła do Parlamentu Europejskiego, w 1989 nie uzyskał reelekcji (mandat objął jednak 31 marca 1993 w miejsce Alaina Lamassoure). W obydwu kadencjach przystępował do Europejskiego Sojuszu Demokratycznego, należał m.in. do Komisji ds. Kontroli Budżetu, Komisji ds. Rozwoju i Współpracy oraz Komisji ds. Środowiska Naturalnego, Zdrowia Publicznego i Ochrony Konsumentów. Został później członkiem zarządu organizacji Enseignement et Liberté oraz działaczem Generation Europe Foundation i Oidel (zajmujących się tematyką edukacji).
W 1957 poślubił Mireille Racine, ma dwóch synów i córkę. Oficer Legii Honorowej, kawaler Orderu Narodowego Zasługi, Orderu Palm Akademickich oraz Orderu Zasługi Rolniczej.